# 惠氏異胎䲁
惠氏異胎䲁（學名：Heteroclinus whitleyi），為輻鰭魚綱䲁形目胎䲁科異胎䲁屬的一個種，分布於印度西太平洋澳洲海域，深度0至15公尺，本魚體延長且側扁，鼻觸手短而圓，尖端膨大，體身體呈棕色至紅棕色或紫色，背部有7-8 個不規則的深色鞍狀條紋，一直延伸到背鰭，身體上有較大的深紅色到棕色斑點，側面通常有3-5個深色條紋或水平細長的斑點。頭部呈紅褐色或雜色，有數條深褐色條紋從眼睛向外輻射，眼睛下部後面有一個大的銀色到白色的長方形斑點，第二背鰭棘間膜透明，背鰭硬棘26-28枚、背鰭軟條2枚、臀鰭硬棘3枚、臀鰭軟條15-18枚，體長可達5.3公分，棲息在底中層水域，雌魚產附著性卵，雄魚會守護卵，幼魚為浮游性，生活習性不明。